# Chiryū
Chiryū (jap. 知立市, -shi) ist eine Stadt in der Präfektur Aichi auf Honshū, der Hauptinsel von Japan.

## Geographie
Chiryū liegt südöstlich von Nagoya und westlich von Okazaki.

## Geschichte
In der Edo-Zeit war der Ort eine der Poststationen der Tōkaidō und wurde bei gleicher Aussprache als 池鯉鮒 geschrieben.
Die Stadt Chiryū wurde am 1. Dezember 1970 gegründet.

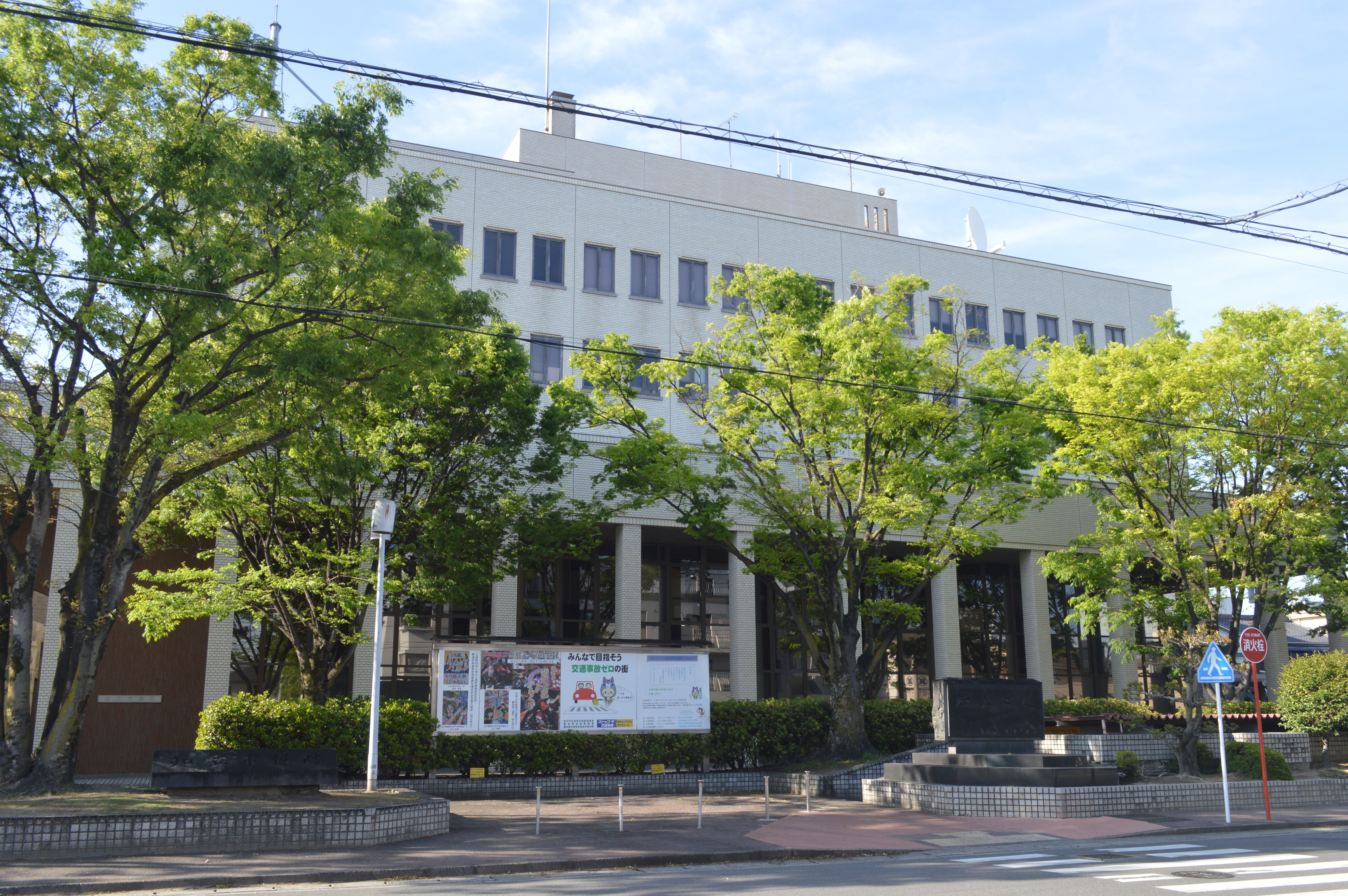
Rathaus

## Verkehr
Im Bahnhof Chiryū kreuzen sich zwei Strecken der Bahngesellschaft Meitetsu, einerseits die Meitetsu Nagoya-Hauptlinie in Richtung Gifu/Nagoya bzw. Okazaki/Toyohashi, andererseits die Meitetsu Mikawa-Linie in Kariya/Hekinan bzw. Toyota. Darüber hinaus ist Chiryū über die Nationalstraßen 1, 155 und 419 erreichbar.

## Weblinks

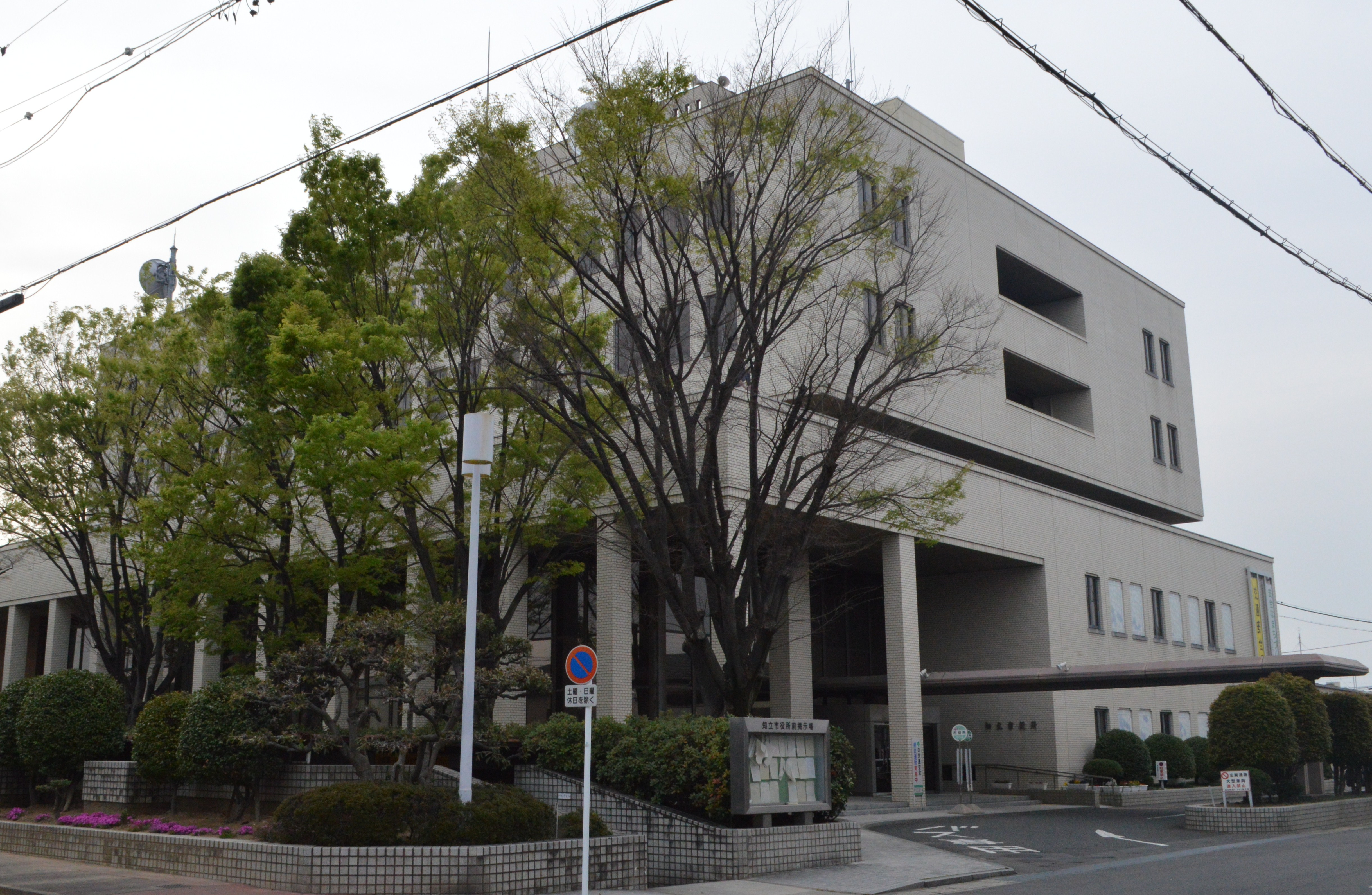
Rathaus von Chiryū

## Angrenzende Städte und Gemeinden
- Kariya
- Toyota
- Anjō